# Scooby-Doo y el abominable hombre de las nieves
Chill Out, Scooby-Doo! (Scooby-Doo y el abominable hombre de las nieves en países hispanoparlantes) es la decimoprimera película de Scooby-Doo. La producción estuvo a cargo de Warner Bros Animation (aunque en los créditos finales se acredita a Hanna-Barbera Productions), y empezó a fines de 2006. Está dedicada a Iwao Takamoto, uno de los creadores de Scooby-Doo, que falleció el 8 de enero de 2007. Es una semi-remake de algunos episodios clásicos de Scooby, como "That's Snow Ghost!", "The Ghost of Bigfoot" y "There's No Creature Like Snow Creature". Se estrenó en Cartoon Network el 31 de agosto de 2007, y se lanzó en video el 4 de septiembre de 2007. Es la última película directa a video de Scooby-Doo en la que Joseph Barbera está involucrado, este y todos los films posteriores llevan una dedicatoria a él.

## Voces
- Frank Welker - Scooby-Doo y Fred Jones
- Casey Kasem - Shaggy Rogers
- Mindy Cohn - Velma Dinkley
- Grey DeLisle - Daphne Blake
- James Sie - Pemba Sherpa
- Jeff Bennett - Del Chillman y Piloto
- René Auberjonois - Alphonse LaFleur
- Alfred Molina - Profesor Jeffries
- Kim Mai Guest - Minga Sherpa
- James Hong - The High Lama

## Lanzamientos y estrenos
- 31 de agosto de 2007 - Estreno en CN Estados Unidos
- 4 de septiembre de 2007 - Lanzamiento en DVD en Estados Unidos
- Septiembre de 2007 - Lanzamiento en DVD en Brasil, bajo el título de Scooby Doo! e o Abominável Homem das Neves
- 25 de septiembre de 2007 - Lanzamiento en DVD en Italia
- 2 de octubre de 2007 - Lanzamiento en DVD en España
- 31 de octubre de 2007 - Lanzamiento en DVD en Argentina

## Producción
- En inglés y el doblaje portugués, Daphne menciona que no investigará misterios si éste estuviera en Inglés, Francés o Suajili. En el doblaje hispanoamericano, Suajili se reemplaza por Español, por ser poco conocido. No obstante, el idioma suajili no tiene relación con el Sistema de los Himalayas, ya que los idiomas hablados en la región son: Dzongkha en Bután, tibetano y Chino mandarín en República Popular de China, el Nepalí en Nepal e inglés en la India.

## Idiomas disponibles en el DVD
- Audio: Inglés (Estados Unidos), Español (desde México) y Portugués (Brasil).
- Subtítulos: Inglés (Estados Unidos) (para la película y para los efectos), Español (desde México) y Portugués (Brasil).

## Extras del DVD
El DVD incluye, como extra, los siguientes videos:
- Un video musical, Pirates' Song, inspirado en su predecesor Scooby-Doo ¡Piratas a la vista!.
- Una escena eliminada, donde Dell Chillman les pregunta a Shaggy y a Scooby-Doo sobre el Abominable Hombre de las Nieves.
- Promocionales para televisión de los DVD de Ben 10 y la séptima temporada de "Un cachorro llamado Scooby-Doo". Además incluye el estreno en Kids WB! de "Shaggy y Scooby-Doo detectives" (que incluye bocetos y guiones de la serie).
- Promos en televisión de los videojuegos para Nintendo DS, Looney Tunes: Acmé Arsenal y Looney Tunes: Duck Amuck.